# لياندرو لايت
لياندرو لايت هو لاعب كرة قدم برازيلي في مركز الوسط، ولد في 27 ديسمبر 1982 في Piracanjuba ‏ في البرازيل. لعب مع نادي برازيل دي بيلوتاس.

## وصلات خارجية
- لياندرو لايت على موقع قاعدة بيانات كرة القدم.إي يو (الإنجليزية)
- لياندرو لايت على موقع Soccerway.com (الإنجليزية)